# 川崎市立日吉小学校
川崎市立日吉小学校（かわさきしりつ ひよししょうがっこう）は、神奈川県川崎市幸区北加瀬1丁目にある公立小学校。

## 沿革
出典: 
小学校創立以前は北加瀬村の寿福寺およびその末寺であった南加瀬村の寿源寺（現存せず）や鹿島田村の浄蓮寺・榎本家で寺子屋が運営されていた。

### 南加瀬尋常高等小学校
- 1873年（明治6年）5月10日 - 南加瀬130番地[注釈 1]に第154番小学校寿静学舎として発足。この日を日吉小学校の創立としている。
- 1874年（明治7年） - 長弘寺に移転。第154番小学南加瀬学校に改称。
- 1876年（明治9年）12月 - 火災により、小倉227番地[注釈 1]の無量院に移転。
- 1878年（明治11年） - 小倉276番地[注釈 1]の杉山神社の南側に移転する。
- 1896年（明治29年）8月 - 高等科を設置し、南加瀬尋常高等小学校となる。

### 鹿島田尋常小学校
- 1874年（明治7年） - 浄蓮寺で常教学舎として開校する。
- 1878年（明治11年）11月 - 鹿島田、苅宿、北加瀬、3村組合による尋常小学校として創立。当時の校舎は現在の三菱ふそうトラック・バス本社敷地内にあった[注釈 2]。
- 1923年（大正12年）9月1日 - 関東大震災が発生したが、校舎は無事だった。
- 1925年（大正14年） - 北加瀬が、住吉村から日吉村へ編入。

### 日吉小学校
- 1932年（昭和7年）4月1日 - 南加瀬尋常高等小学校・鹿島田尋常小学校の統合により、橘樹郡日吉村立日吉尋常高等小学校開校。
- 1937年（昭和12年）4月1日 - 日吉村のうち鹿島田、北加瀬、南加瀬、小倉は川崎市に編入され、川崎市立日吉尋常高等小学校となる。
- 1941年（昭和16年）4月1日 - 国民学校令により、川崎市立日吉国民学校と改称。
- 1945年（昭和20年）4月15日 - 空襲により焼失。
- 1947年（昭和22年）4月1日 - 学制改革（六・三制施行）により、川崎市立日吉小学校と改称。
- 1954年（昭和29年） - 川崎市立小倉小学校を分離[注釈 3]、4年生以下の児童631名、教員12名が移動する。
- 1971年（昭和46年）2月26日 - 全校舎鉄筋化、全教室照明付きとして完成。
- 1975年（昭和50年）7月2日 - プール完成。
- 1988年（昭和63年）7月1日 - 校舎全面改築工事開始。
- 1989年（平成元年）10月6日 - 新校舎へ引っ越し。
- 1990年（平成2年）
  - 2月17日 - 新校舎落成記念「子どもフェスティバル」開催。
  - 2月24日 - 新校舎落成記念式典挙行。
- 1991年（平成3年）3月25日 - 生活科学習施設完成。
- 1993年（平成5年）1月3日 - 統合六十周年記念式典挙行。
- 1995年（平成7年）2月4日 - 創立百二十周年記念式典挙行。
- 1997年（平成9年）3月15日 - 昭和十九年度卒業証書授与式挙行。
- 2000年（平成12年）
  - 7月 - プール開放、個人開放から団体開放へ。
  - 11月8日 - 加瀬山二十七周年交流集会開催。
  - 12月22日 - 学校ホームページ開設。
- 2001年（平成13年）
  - 2月24日 - タイムカプセル集会開催。
  - 4月 - 総合的な学習日吉小プランが完成。
- 2002年（平成14年）
  - 2月 - 学校教育推進会議試行。
  - 6月2日 - 創立130周年・動物園交流30周年記念事業実行委員会開催。「つなごうよ 心と心の輪のつどい」を開催。
- 2003年（平成15年）6月1日 - 創立130周年・動物公園交流30周年記念運動会開催。
- 2006年（平成18年）4月5日 - 川崎市二期制開始。
- 2007年（平成19年）3月27日 - 校内LAN整備完了。
- 2008年（平成20年）
  - 2月 - 「新川崎」登校班の編成。
  - 3月26日 -　運動会3色対抗から2色対抗に。
- 2013年（平成25年）11月16日 - 創立140周年記念式典挙行。
- 2014年（平成26年）
  - 2月24日 - 校舎増築に伴うわくわくプラザの大ホールへの移転。
  - 3月 - 校舎増築に向けた工事開始。
- 2015年（平成27年）
  - 3月 - 新校舎完成（校舎増築完了）。
  - 7月 - 給食室改修工事。

## 学校教育目標
- 豊かな人間性を持ちたくましく生きる子 やる気 思いやり 元気

## 通学区域
出典
- 鹿島田1丁目（2～15番）
- 鹿島田2丁目（7～26番）
- 鹿島田3丁目（1～6番、8～24番）
- 新川崎（1～6番）
- 北加瀬（1～3丁目）
- 矢上（全域）

## 交通アクセス
- JR東日本横須賀線新川崎駅より徒歩7分。
- JR東日本南武線鹿島田駅より徒歩14分。
- 川崎市バス「川83」系統で、「日吉小学校前」停留所下車。
- 川崎市営バス「川66」系統、川崎鶴見臨港バス「川56」「川57」系統、東急バス・川崎鶴見臨港バス「日95」系統で、「夢見ヶ崎動物公園」停留所下車後、徒歩5分。
- 川崎鶴見臨港バス「川60」系統で、「鹿島田陸橋」停留所下車後、徒歩5分。

## 周辺
- 夢見ヶ崎動物公園
- 社会福祉法人長尾福祉会どりーむ保育園 - 進学前保育園のひとつ
- JR貨物
  - 東海道貨物線
  - 新鶴見機関区
- JR東日本横須賀線 - 線路は近くを通るが、新川崎駅はやや離れている。
- JR新鶴見信号場
- レジデンススクエアなどのマンション・アパートなども点在。

## 著名な出身者
- サッカー
  - 齋藤学（サッカー日本代表、ベガルタ仙台）